# Stefan Scholz (Diplomat)

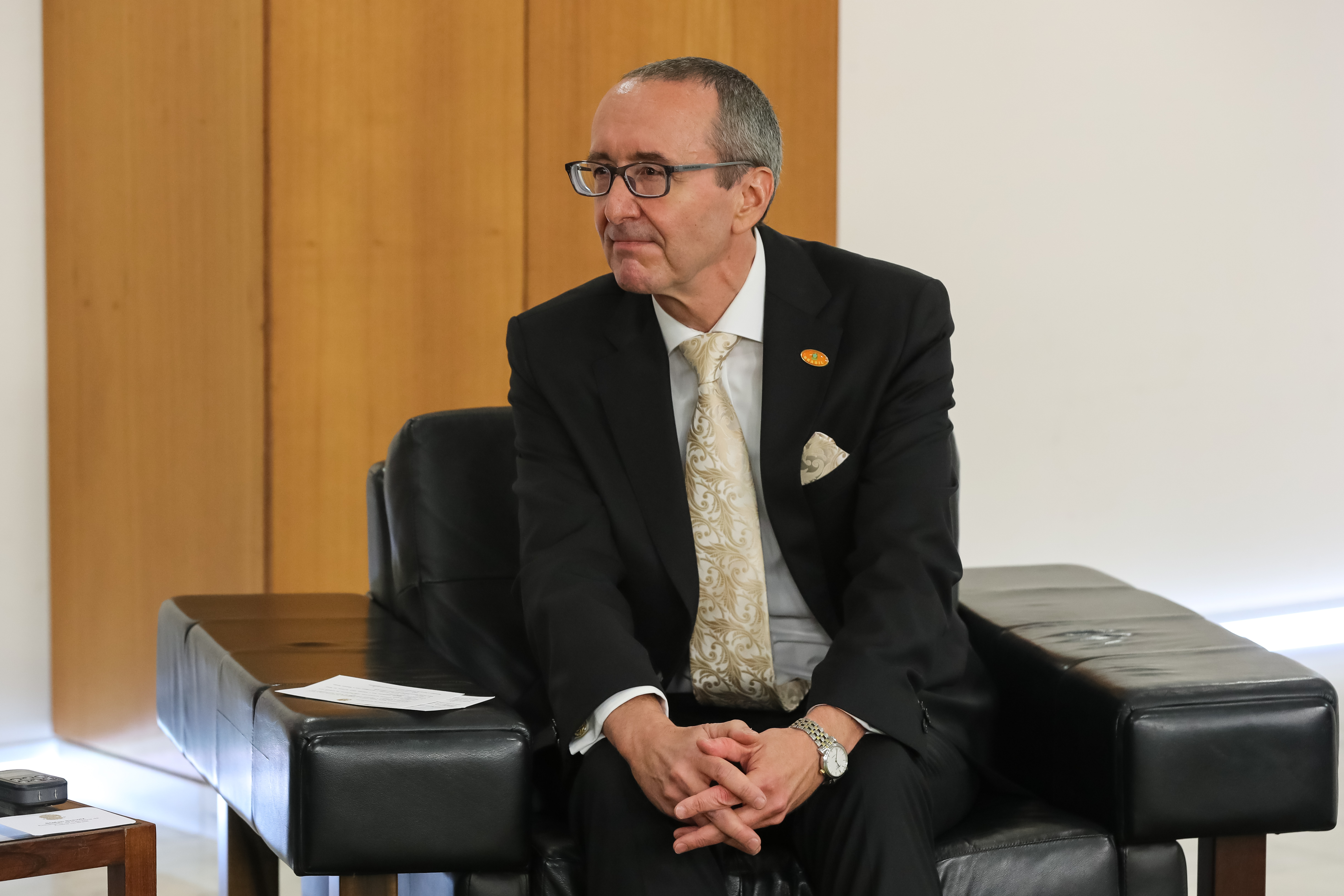
Stefan Scholz, 2021

Stefan Scholz (* 31. März 1966 in Wien) ist ein österreichischer Diplomat. Seit 2021 ist er österreichischer Botschafter in Brasilien und Suriname.

## Leben und diplomatischer Werdegang
Stefan Scholz studierte von 1984 bis 1989 Politikwissenschaft, Geschichte und Recht an der Universität Wien und schloss mit einer Magisterarbeit über „Österreichische Ost-Politik“ ab. Anschließend war er mit einem Fulbright-Stipendium ein Semester Gaststudent an der Stanford University. Der Doktorgrad Dr. phil. wurde ihm 1991 von der Universität Wien verliehen (Dissertation: „The role of U.S. Food Aid in Austrian Politics in the aftermath of World War I“). Es folgten universitäre Stationen an der Paul H. Nitze School of Advanced International Studies (SAIS) der Johns Hopkins University in Bologna (1991–1992) sowie am Hochschulinstitut für internationale Studien und Entwicklung in Genf (1992–1993).
Sein diplomatischer Werdegang begann 1993 in der Abteilung für humanitäre Maßnahmen, Asyl und Migration beim Bundesministerium für europäische und internationale Angelegenheiten (österreichisches Außenministerium), in Kontakt mit UNHCR, ICRC, IOM und OCHA. Scholz war dann bis 1994 Mitglied der österreichischen Delegation in der Konferenz zur Abrüstung bei der Ständigen Vertretung Österreichs bei den Vereinten Nationen in Genf und 1995 als Ständiger Vertreter bei der OSZE in Wien.
1995–1999: Erstzugeteilter an der Österreichischen Botschaft Washington D.C., verantwortlich für wirtschaftliche Beziehungen, Agrarpolitik und Politik der USA in internationalen Organisationen (Weltbank, IWF etc.).
Von 1999 bis 2002 war er als Berater der österreichischen Delegation zur UNHCR, ILO, IOM, ICRC, IFRC, OHCHR und OCHA bei der Ständigen Vertretung von Österreich zu den Vereinten Nationen in Genf tätig. Anschließend bis 2004 im Bundesministerium für europäische und internationale Angelegenheiten.
In den Jahren 2004 bis 2009 war Scholz an der Österreichischen Botschaft in Peking beschäftigt. Von 2009 bis 2012 war Scholz österreichischer Botschafter in Nigeria und permanenter Repräsentant zur Westafrikanischen Wirtschaftsgemeinschaft (ECOWAS). Danach arbeitete er bis 2017 für Planungs- und Programmangelegenheiten der Entwicklungs- und der Ostzusammenarbeit (EZA) und Transitionshilfe.
Scholz war von 2017 bis 2021 österreichischer Botschafter im Iran und ist seit August 2021 österreichischer Botschafter in Brasilien und für Suriname.

## Privates
Stefan Scholz ist verheiratet und hat fünf Kinder. Er spricht fließend Englisch und Französisch sowie etwas Chinesisch.